# Nanook River
Nanook River är ett vattendrag i Kanada.   Det ligger i territorierna Northwest Territories och Nunavut, i den norra delen av landet, 3 400 km nordväst om huvudstaden Ottawa.
Trakten runt Nanook River är permanent täckt av is och snö. Trakten runt Nanook River är nära nog obefolkad, med mindre än två invånare per kvadratkilometer.